# لوکاس سیمندی
لوکاس سیمندی (انگلیسی: Lucas Seimandi؛ زادهٔ ۲۶ ژوئیهٔ ۱۹۹۳) بازیکن فوتبال اهل آرژانتین است.